# Нагид
Нагид (ивр. נגיד‎, предводитель, вождь начальник) — духовный глава еврейской общины, в основном, в мусульманских странах в средние века.
Начиная с X—XI вв. должность нагида существовала в Испании, Кайруане, Египте, Йемене, а с XVI в. по XIX в. — в Марокко, Алжире и Тунисе.
В Египете должность нагида просуществовала около 800 лет. В Каирской генизе сохранились документы, содержащие многочисленные детали, свидетельствующие о деятельности местных нагидов. По некоторым источникам, первым, кто носил титул нагида в Египте, был Палтиэль. Одним из знаменитых нагидов в XII веке был еврейский философ и теолог Маймонид.
При нагиде действовал еврейский религиозный суд (бейт дин), в котором заседали от трех до семи членов. В Египте в средние века нагид был наделен достаточно широкими полномочиями. Он мог принимать решения по гражданским и уголовным делам общины, назначал раввинов, отвечал за сбор податей, наказывал и сажал в тюрьму провинившихся. Помощником нагида являлся мешуллам.